# Villanueva de San Mancio (kommunhuvudort)
Villanueva de San Mancio är en kommunhuvudort i Spanien.   Den ligger i provinsen Provincia de Valladolid och regionen Kastilien och Leon, i den centrala delen av landet, 200 km nordväst om huvudstaden Madrid. Villanueva de San Mancio ligger 744 meter över havet och antalet invånare är 125.
Terrängen runt Villanueva de San Mancio är platt. Runt Villanueva de San Mancio är det mycket glesbefolkat, med 4 invånare per kvadratkilometer. Närmaste större samhälle är Medina de Ríoseco, 5,7 km sydväst om Villanueva de San Mancio. Trakten runt Villanueva de San Mancio består till största delen av jordbruksmark.